# Austrotinodes uruguayensis
Austrotinodes uruguayensis là một loài Trichoptera thuộc họ Ecnomidae. Chúng phân bố ở vùng Tân nhiệt đới.